# Nature deficit disorder
Nature Deficit Disorder er et problem, først beskrevet af Richard Louv i hans bog Last Child in the Woods fra 2005, som dækker over at børn i dag tilbringer mindre og mindre tid i naturen eller i haven og mere og mere tid foran en skærm, eller blot indendørs. Det skal bemærkes at der ikke er tale om nogen diagnose selvom navnet 'xxx deficit disorder' ligger tæt op af navne på forskellige psykiske eller ernæringsmæssige diagnoser.
Iflg. Louv er dette en medvirkende faktor til en lang række adfærdsvanskeligheder, ikke så meget fordi børnene bruger for meget tid på spil og film, men fordi det bruger for lidt tid ude i naturen. Stress og depression nævnes som to andre mulige effekter på for lidt tid i naturen i barndommen.